# Красноярский Сибирский 7-й пехотный полк
7-й сибирский пехотный Красноярский полк — пехотная воинская часть Русской императорской армии, сформированная во время русско-японской войны в Сибири из территориального резервного пехотного батальона.

## История
- 1 февраля 1901 — В Иркутске сформировано управление 2-й пехотной Сибирской бригады, в состав которой вошел Красноярский резервный пехотный батальон.
- 1 апреля 1903 — Бригада переименована во 2-ю Сибирскую резервную пехотную бригаду, батальоны получили номера, Красноярский батальон получил №7.
- 1904 — С началом войны бригада развернута во 2-ю Сибирскую пехотную дивизию двухбригадного состава, батальоны развернуты в полки, 7-й Красноярский полк включен во 2-ю бригаду.
- Ноябрь 1904 — Дивизия прибыла в район боевых действий. В месте постоянной дислокации остались резервные батальоны под теми же номерами.
- 1905 — Сформирована Сибирская отдельная пехотная бригада из 6-го Енисейского, 7-го Красноярского, 9-го Тобольского и 10-го Омского резервных батальонов.
- 1910 — На базе 7-го Красноярского и 8-го Томского резервных сибирских пехотных полков сформирован 42-й Сибирский стрелковый полк.

## Отличия
- Георгиевское знамя (Нерукотворный Спас) «За отличие в сражении 26- 30 сентября 1904 г. у Цуньо и Хамытань и в 1905 году в боях на Гаотулинском перевале с 18-22 февраля и 23-26 февраля под Мукденом».

## Командиры
- 1893-1899 — Горбатовский, Владимир Николаевич

## Известные люди, служившие в полку
- Абжолтовский, Николай Адольфович